# Drago Kisic
Drago Guillermo Kisic Wagner (Lima, 12 de septiembre de 1948) es un economista y empresario peruano.

## Biografía
Drago Kisic nació el 12 de septiembre de 1948 en la ciudad de Lima, capital del Perú.
Es economista graduado en la Pontificia Universidad Católica del Perú y en la Universidad de Oxford. Es conocido por sus trabajos en análisis económicos y formulación de políticas públicas. Ha trabajado en diversas instituciones académicas y de investigación, donde ha contribuido con el desarrollo de estudios sobre crecimiento económico y sostenibilidad.
Fue presidente de la Superintendencia del Mercado de Valores (CONASEV), del Instituto Peruano de Administración de Empresas (IPAE) y del Centro Peruano de Estudios Internacionales (CEPEI). Asimismo, ha sido asesor del directorio ejecutivo del Banco Mundial en Washington D. C., del Banco Central de Reserva del Perú y de diversas empresas e instituciones.
Presidió la CADE Ejecutivos en 1996 y en 2017. Fue también presidente de la Comisión Negociadora del Plan Binacional de Desarrollo Ecuador-Perú en las negociaciones de Paz de 1998, durante el gobierno de Alberto Fujimori. Actualmente es socio fundador y director del Grupo Macroconsult.
En el año 2001, Kisic fue presentado por Lourdes Flores como parte de su plancha presidencial para las elecciones presidenciales de ese mismo año por Unidad Nacional, alianza política integrada por el Partido Popular Cristiano, los partido Solidaridad Nacional, Renovación Nacional y Cambio Radical. Sin embargo, quedaron en el tercer lugar tras el triunfo de Alejandro Toledo.
En 2002, Kisic junto con diversos economistas, algunos provenientes de Macroconsult, fundaron la Coordinadora Nacional de Independientes, partido político integrante de Unidad Nacional. Sin embargo en 2004, el partido renunció a la alianza y se pasaron al Frente de Centro de Valentín Paniagua para colaborar en su candidatura para las elecciones generales del 2006.
En 2010 refundó su partido a Todos por el Perú y al año siguiente se unieron a la Alianza Solidaridad Nacional de Luis Castañeda Lossio.
En junio del 2013, Kisic fue elegido por la bancada congresal del Partido Aprista Peruano para ser uno de los candidatos al Directorio del Banco Central de Reserva del Perú. Finalmente en diciembre, Drago Kisic fue elegido como parte del directorio del BCR, cargo que ejerció hasta el 2016.